# Coram (New York)
Coram est un village (ainsi qu'une census-designated place) du comté de Suffolk (État de New York), aux États-Unis. 
Coram est une communauté de la ville de Brookhaven à Long Island.

## Géographie
Coram est situé au centre de l'île de Long Island et a une superficie totale de 36 km2.

## Démographie
| Année | Population |
| ----- | ---------- |
| 1980  | 24 752     |
| 1990  | 30 111     |
| 2000  | 34 923     |
| 2010  | 39 113     |

## Histoire
Coram est l'endroit le plus anciennement habité de la ville de Brookhaven. Son nom initial était Wincoram, peut-être le nom d'un natif américain ayant vécu dans la région vers 1703. Le premier colon européen dans la région semble avoir été William Satterly, qui cherchait la permission d'ouvrir une taverne pour s'occuper des voyageurs en 1677.
Pendant la guerre d'indépendance américaine, Benjamin Tallmadge aidé de 12 hommes du Culper Ring parvint à mettre le feu à 300 tonnes de foin que les Britanniques stockaient à Coram pour nourrir leurs chevaux durant l'hiver,. George Washington apprenant la nouvelle envoya à Tallmadge la lettre suivante: 
« J'ai reçu avec grand plaisir le rapport de votre fructueuse entreprise sur le fort St. George, et fut heureux de la destruction du foin à Coram, qui doit être sévèrement ressentie par l'ennemi en ce moment. Je vous prie d'accepter mes remerciements pour votre exécution énergique de cette entreprise. »
Coram célèbre chaque année l'événement en octobre.

## Personnalités liées au village
- Bridget Dowling, belle-sœur d'Adolf Hitler, résida à Coram à la fin de sa vie.